# Jovan Ukropina
Jovan Ukropina (cyrillique serbe : Јован Укропина, né le 28 septembre 1980, à Belgrade) est un auteur et dessinateur de bande-dessinée serbe. Il vit à Belgrade, en Serbie.

## Publications
- Là où vivent les morts, scénario de Jean-Pierre Pécau, 12bis

1. la cité du sang, 2011.